# Campeonato Mundial de Rugby M19 División A de 1985
El Campeonato Mundial de Rugby M19 de 1985 se disputó en Bélgica y fue la décima séptima edición del torneo en categoría M19.

## Equipos participantes
- Selección juvenil de rugby de Alemania Occidental
- Selección juvenil de rugby de Bélgica
- Selección juvenil de rugby de España
- Selección juvenil de rugby de Francia
- Selección juvenil de rugby de Italia
- Selección juvenil de rugby de Rumania
- Selección juvenil de rugby de Unión Soviética
- Selección juvenil de rugby de Yugoslavia

## Posiciones finales
| Pos | Equipo              |
| --- | ------------------- |
|     | Francia             |
|     | Italia              |
|     | Rumania             |
| 4   | Unión Soviética     |
| 5   | España              |
| 6   | Alemania Occidental |
| 7   | Bélgica             |
| 8   | Yugoslavia          |

### Campeón
| Bandera de Francia   |
| Campeón Francia      |
| Décimo cuarto título |